# 東京北部郵便局
東京北部郵便局（とうきょうほくぶゆうびんきょく）は、埼玉県和光市にある一般客向け窓口やATMが設置されていないタイプの郵便局である。地域区分郵便局。

## 概要
住所： 埼玉県和光市新倉5丁目7番5号（和光北インター地域土地区画整理事業地区13街区）
日本郵便は減少に歯止めがかからない郵便とは異なり、ネット通販などの普及に伴って成長が続くゆうパック事業の業務を効率化するため、2018年度までに全国20カ所に巨大拠点となる「メガ物流局」の建造を計画しており、その先駆けとして建設された。
埼玉県内に所在するが、新東京郵便局と東京多摩郵便局で行われていた都内地域区分業務の一部を移管するため、埼玉県内の地域区分業務は行わない。局番号も埼玉県ではなく、東京都の01797が用いられている。同様のケースとしては、新岩槻郵便局の前身である郵便事業株式会社埼玉ターミナル支店の例がある。
- 東京都のうち郵便番号の上2ケタが16～18と上3ケタが202の地域の地域区分を担う。また、武蔵野・三鷹・調布・小金井・国分寺・小平・西東京・東村山の各郵便局管内の郵便ポストに投函された郵便物等は当局の消印となり、レターパックやゆうパケット、クリックポストも含め当局の引受(消印)となる[8]。
- ゆうゆう窓口を含め郵便、貯金、保険などの窓口業務は行わないため、一般利用は不可[9]。

## 沿革
- 2015年5月4日 開局（小包業務のみ）
- 2015年8月23日 郵便業務の取扱を開始 [10]